# Caravonica (Queensland)
Caravonica ist ein Vorort der nordostaustralischen Stadt Cairns im Bundesstaat Queensland. 2021 lebten dort knapp 2200 Einwohner. Caravonica ist hauptsächlich ein Wohnvorort. Der Ortsteil Lake Placid im Südwesten ist auch beliebt bei Ausflüglern und Touristen.

## Geographie
Caravonica liegt etwa zwölf Kilometer nord-nordwestlich des Stadtzentrums von Cairns. Im Süden und Südwesten wird der Ort in etwa durch den Barron River begrenzt, genauer, durch die Lake Placid Street und die Kamerunga Street. Im Westen grenzt der Barron-Gorge-Nationalpark (gorge = dt. „Schlucht“) an Caravonica. Im Nordwesten befindet sich der Kuranda-Nationalpark. Im Nordosten befindet sich der Vorort Smithfield und die staatliche Schule bildet die Grenze zu diesem an der Kamerunga Street. Zwischen Caravonica und der Coral Sea im Osten liegen landwirtschaftliche Nutzflächen. Der nächste Zugang zum Meer ist der Strand von Yorkeys Knob, der etwa zehn Straßenkilometer entfernt ist.

### Karten

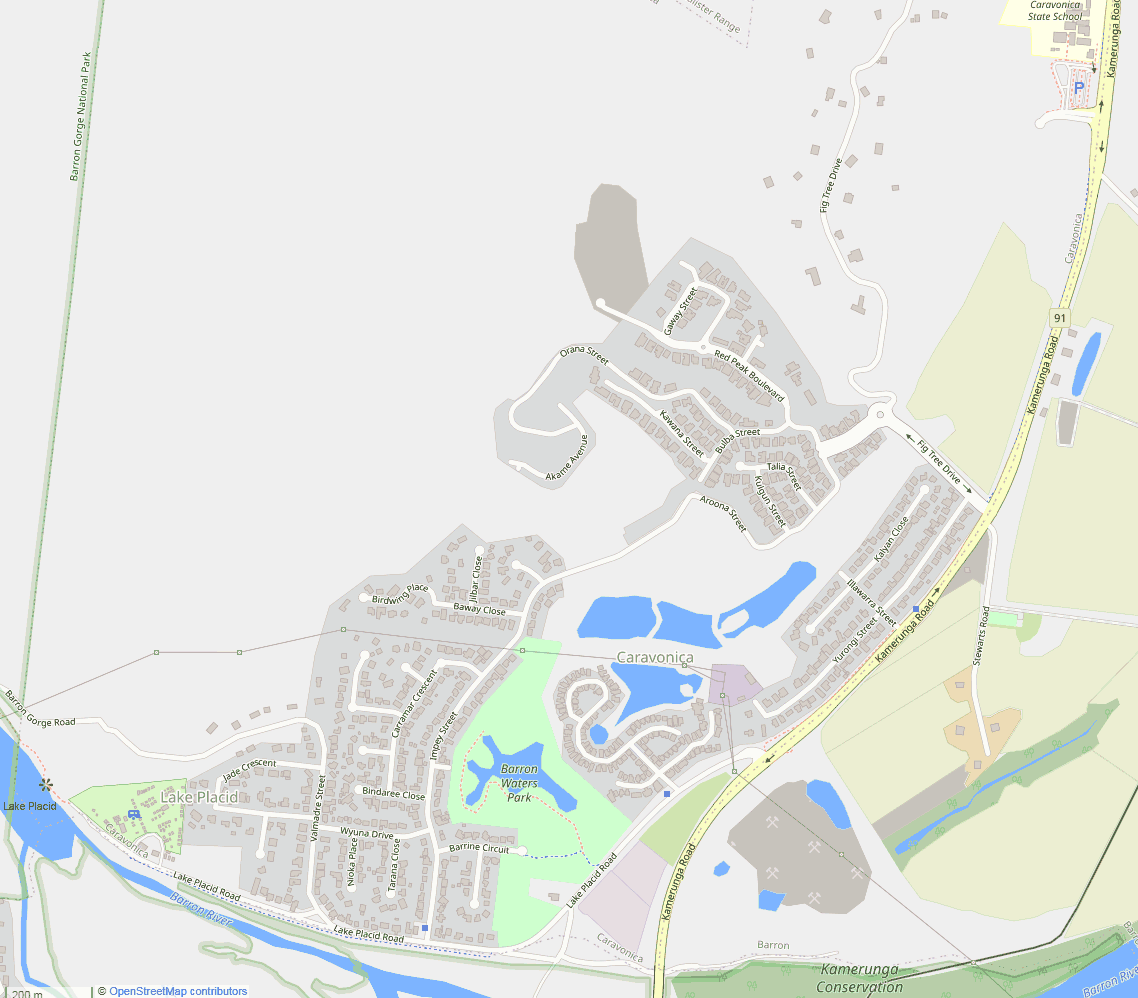
Karte von Caravonica
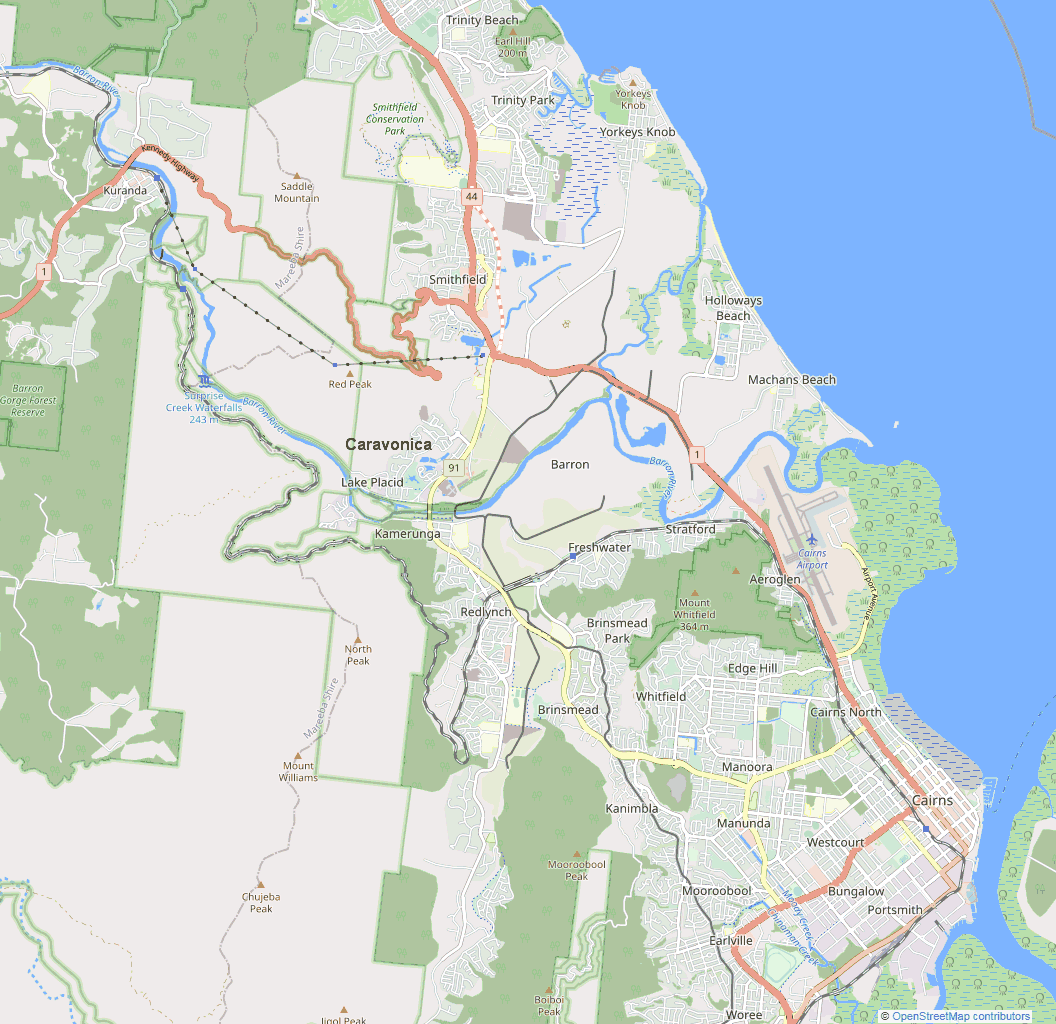
Karte von Caravonica in der Region Cairns

## Geschichte
Vor der Besiedlung durch Europäer lebten in der Gegend des heutigen Caravonica verschiedene Stämme der Aboriginals als Sammler und Jäger.

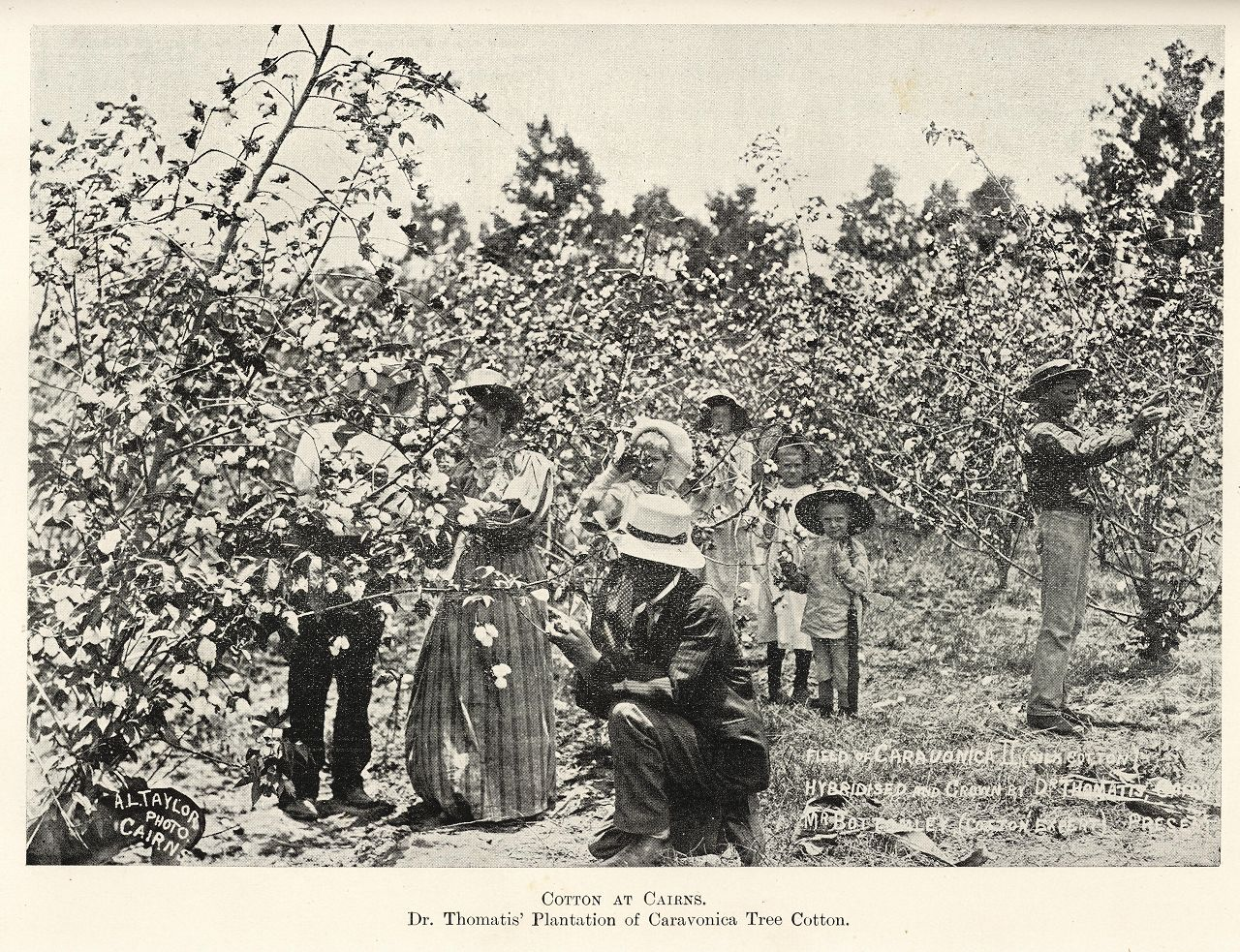
Baumwollplantage von David Thomatis (1906)

Die moderne Geschichte des Landstrichs begann mit dem Zuzug des ursprünglich aus Italien gekommenen David Thomatis (1851–1919), der zuletzt Rektor des Gymnasiums von Townsville war. Er erwarb 1884 1000 Acres Land, das am Barron River 1,6 Meilen weit gewesen sein soll und bis zum nach ihm benannten Thomatis Creek reichte. Er nannte das Land Caravonica Park in Anlehnung an die gleichnamige Stadt in der nordwestitalienischen Provinz Ligurien, in deren Nähe er geboren wurde. Zunächst experimentierte er dort mit dem Anbau von Bananen, Kokosnüssen, Reis, Orangen, Mangos etc. Erfolg hatte er schließlich mit dem Anbau einer Baumwollsorte, die aus einer Kreuzung von peruanischer und mexikanischer Baumwolle entstand. Diese Baumwollart, die als mehrjährige Pflanze in Baumform kultiviert wurde, erwarb sich unter dem Namen Caravonica Cotton weltweiten Ruf und wurde bald auch in vielen anderen Ländern angebaut. Thomatis verkaufte seine Interessen im April 1909 in Berlin an eine deutsche Gruppe um die Barone Werner und Curt von Grunan und Dr. Marcus. Bald nach dem Ersten Weltkrieg verkauften die Deutschen die Plantage und der Niedergang des örtlichen Anbaus der Baumwolle setzte ein, was dem Verfall des Weltmarktpreises und auch dem Mangel günstiger Arbeitskräfte geschuldet war.
Etwa in den 1980er Jahren begann die Entwicklung von Caravonica als Wohnvorort von Cairns mit der Errichtung von Einfamilienhäusern.

## Einrichtungen
In Caravonica gibt es eine staatliche Schule, in der die ersten sechs Klassen unterrichtet werden. Dazu gibt es noch ein allgemeines Geschäft, das auch als Poststelle fungiert. In Lake Placid gibt es Unterkünfte für Touristen und einen Campingplatz. Für größere Einkäufe müssen die Einwohner zum großen, etwa vier Kilometer entfernten Einkaufszentrum nach Smithfield in Norden fahren. Etwa genauso weit südlich befindet sich ein wenngleich wesentlich kleineres Einkaufszentrum in Redlynch.
Der Medianpreis für Häuser betrug zwischen Oktober 2023 und September 2024 ca. $ 750.000. Der Median für Mieten betrug im entsprechenden Zeitraum $ 632 pro Woche. Zwischen Oktober 2021 und September 2022 waren die entsprechenden Beträge noch $ 495.000 und $ 560.

## Bilder

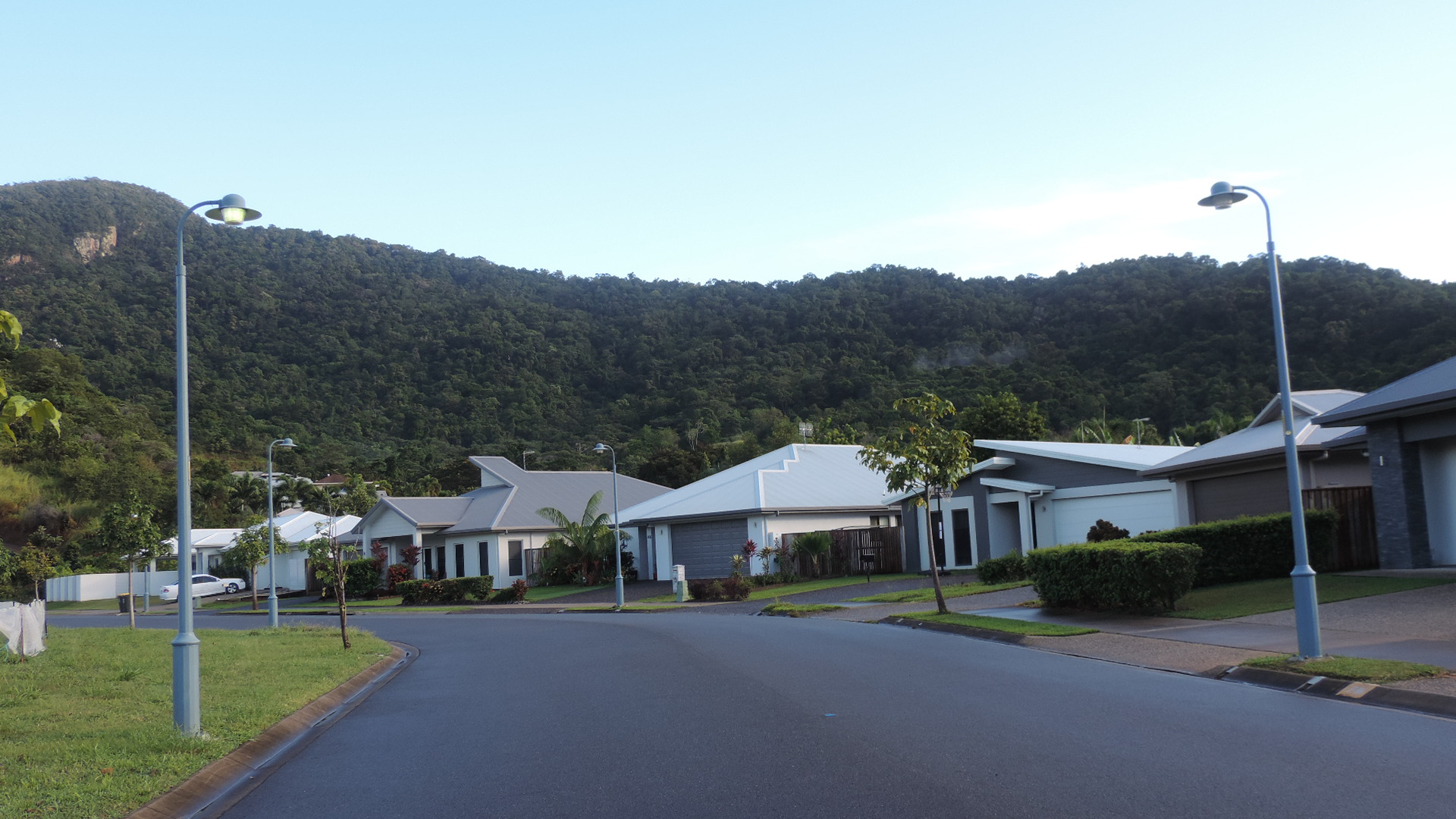
Aarona Street – eine typische Straße
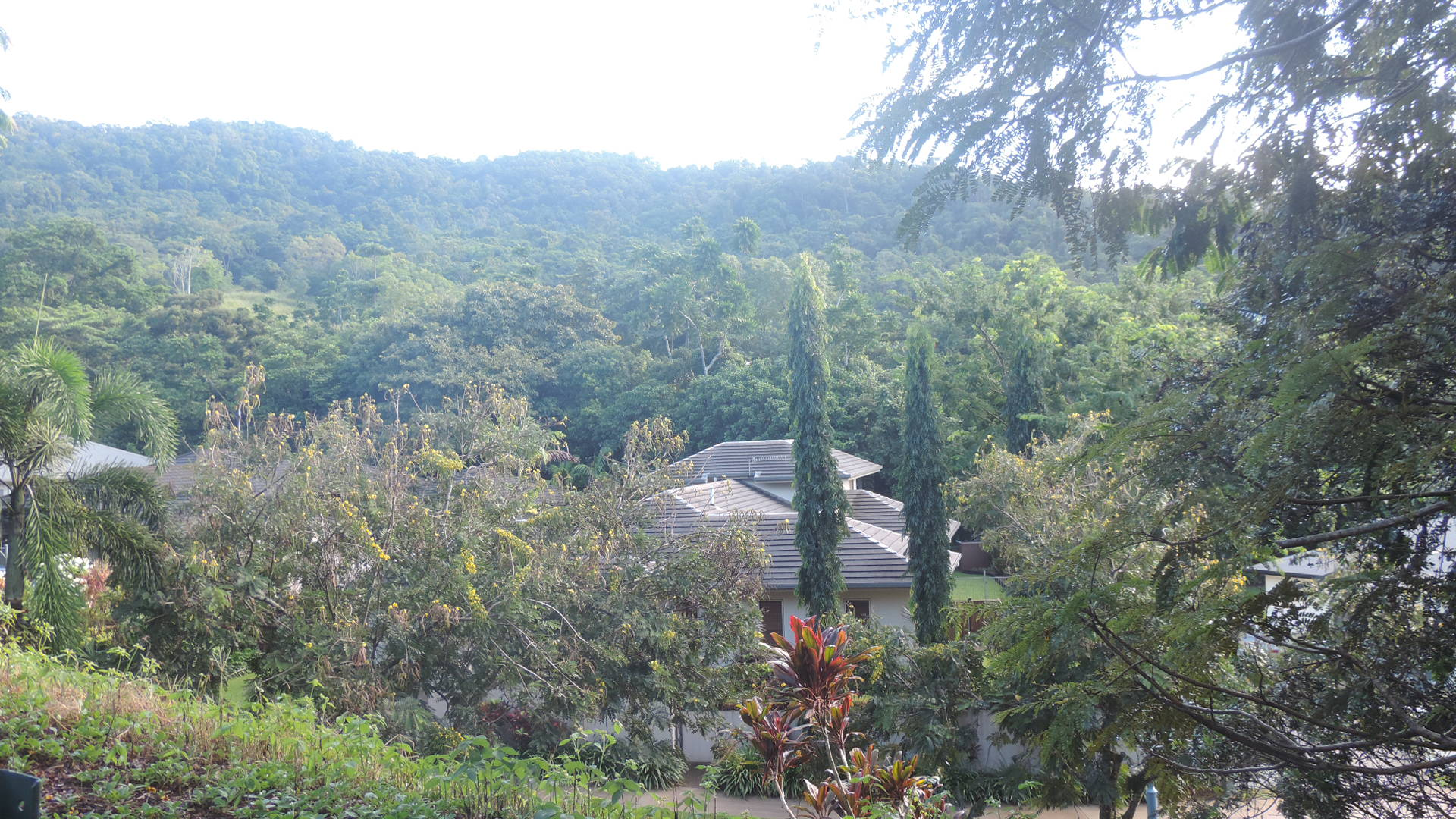
Blick über Suburbia von Kwana Street
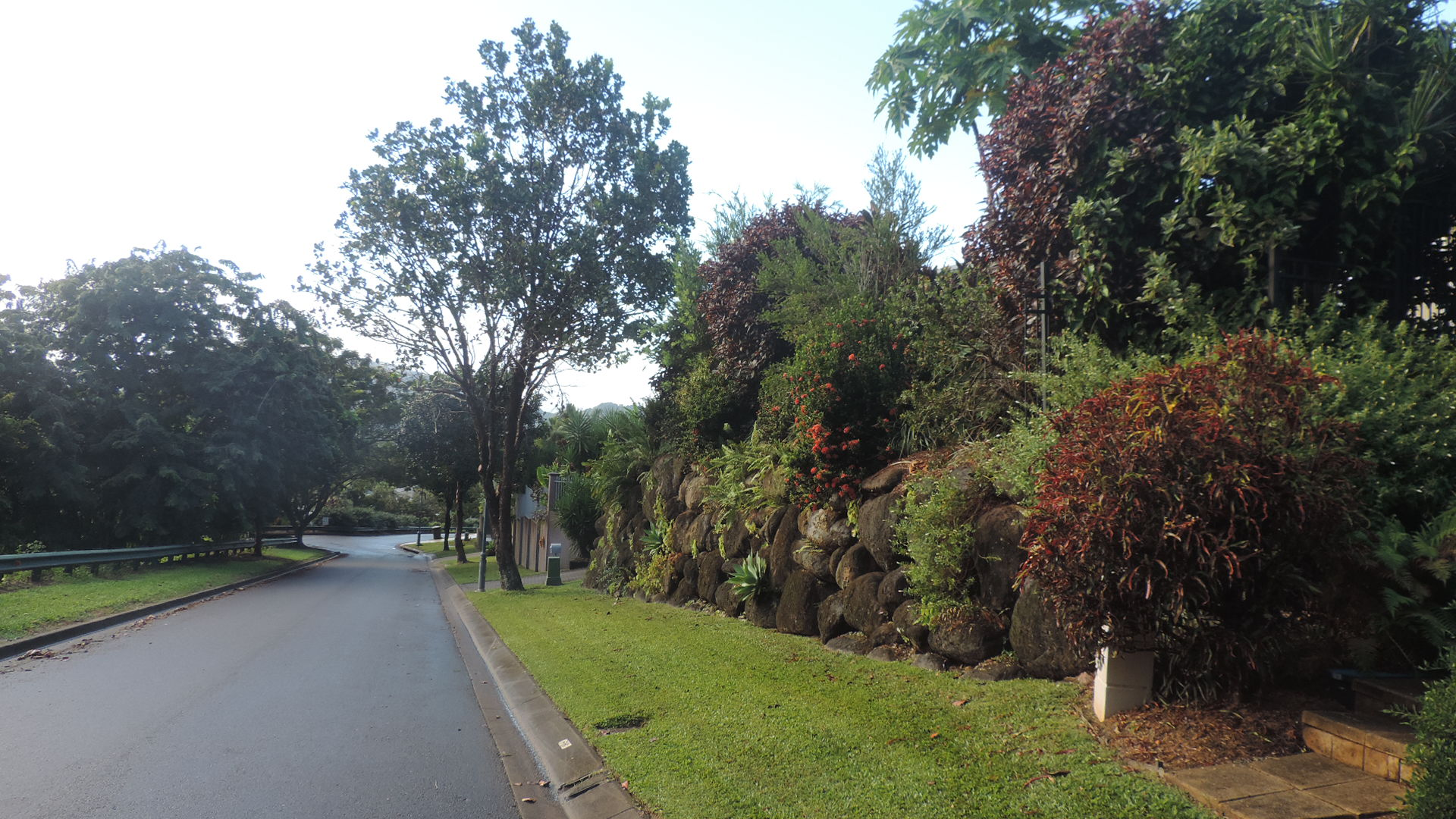
Kwana Street
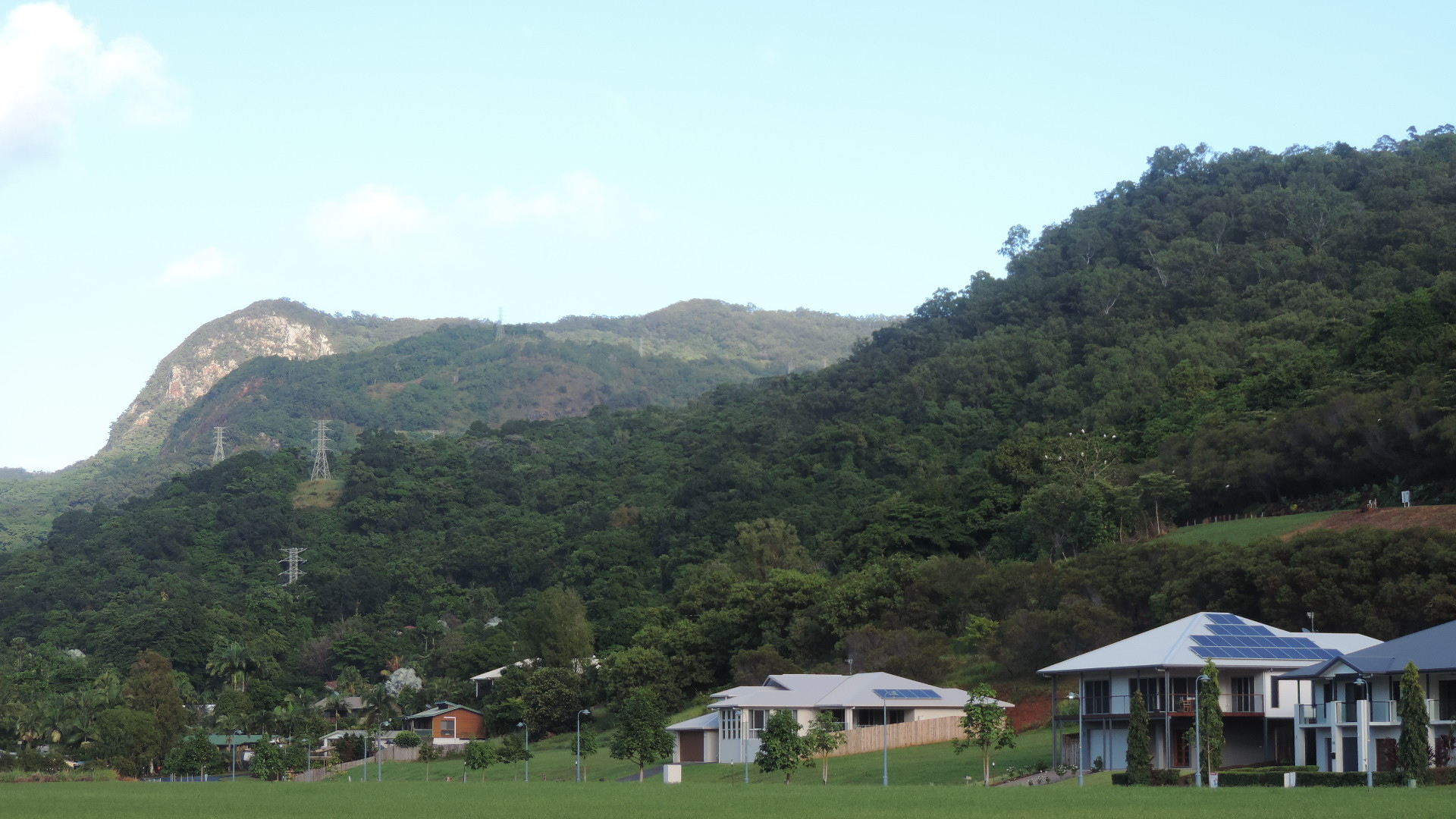
Vorörtliche Landschaft mit Red Peak